# Sever Pop
Sever Pop (* 27. Juli 1901 in Poiana Ilvei, Kreis Bistrița-Năsăud; † 17. Februar 1961 in Löwen) war ein rumänischer Romanist und Dialektologe, der in Belgien Hochschullehrer war.

## Leben und Werk
Pop studierte an der Universität Klausenburg bei Sextil Pușcariu und schloss 1925 mit der Promotion ab. Von 1925 bis 1927 studierte er in Paris Sprachgeographie, kehrte nach Rumänien zurück und machte dort für den Rumänischen Sprachatlas von 1930 bis 1937 an 300 Orten dialektologische Erhebungen mit einem Fragebogen von 2160 Fragen. Ab 1931 war er in Klausenburg Lehrbeauftragter für Dialektologie, ab 1939 in Czernowitz Professor für die rumänische Sprache und ihre Dialekte, ab 1940 desgleichen in Bukarest. Von 1941 bis 1946 war er stellvertretender Direktor der Accademia di Romania in Rom. Nach deren Schließung war er zuerst Gastprofessor (1948–1953), dann außerordentlicher Professor an der Katholischen Universität Löwen. Dort gründete er 1952 das Internationale Zentrum für allgemeine Dialektologie und die Zeitschrift Orbis, die er von 1952 bis zu seinem Tod leitete. 1960 organisierte er den ersten Internationalen Kongress für allgemeine Dialektologie.

Pop war korrespondierendes Mitglied mehrerer europäischer Akademien.

## Werke
- Buts et méthodes des enquêtes dialectales, Paris 1927
- Atlasul lingvistic român, partea I, vol. I. Părțile corpului omenesc și boalele lui, Cluj 1938, vol. II. Familia, Sibiu/Leipzig 1942
- Grammaire roumaine, Bern 1948
- La dialectologie. Aperçu historique et méthodes d’enquêtes linguistique (Première partie: Dialectologie romane. Seconde partie: Dialectologie non romane), Löwen 1950 (55+1334 Seiten), 2 Bde., Gembloux 1975
- Bibliographie des questionnaires linguistiques, Löwen 1955
- Instituts de phonétique et archives phonographiques, Löwen 1956
- Premier répertoire des instituts et des sociétés de linguistique du monde (mit  Rodica Doina Pop) Löwen 1958
- Jules Gilliéron. Vie, enseignement, élèves, oeuvres, souvenirs (mit Rodica Doina Pop). Préface par Pierre Chantraine, Löwen 1959
- Encyclopédie linguistique. Membres du premier congrès international de dialectologie générale (mit  Rodica Doina Pop), Löwen/Brüssel 1960
- Atlas linguistiques européens. Domaine roman. Répertoire alphabétique des cartes (mit  Rodica Doina Pop), Löwen 1960
- Communications et rapports du Premier Congrès international de dialectologie générale. Louvain, du 21 au 25 août, Bruxelles les 26 et 27 août 1960, organisé par Sever Pop. Herausgegeben von Albert J. van Windekens, 4 Bde., Löwen 1965
- Limba română, romanitate, românism. Hrsg. von Alexandra Sever Pop, Gembloux 1969